# Asshur
Per altres significats vegeu Ashur

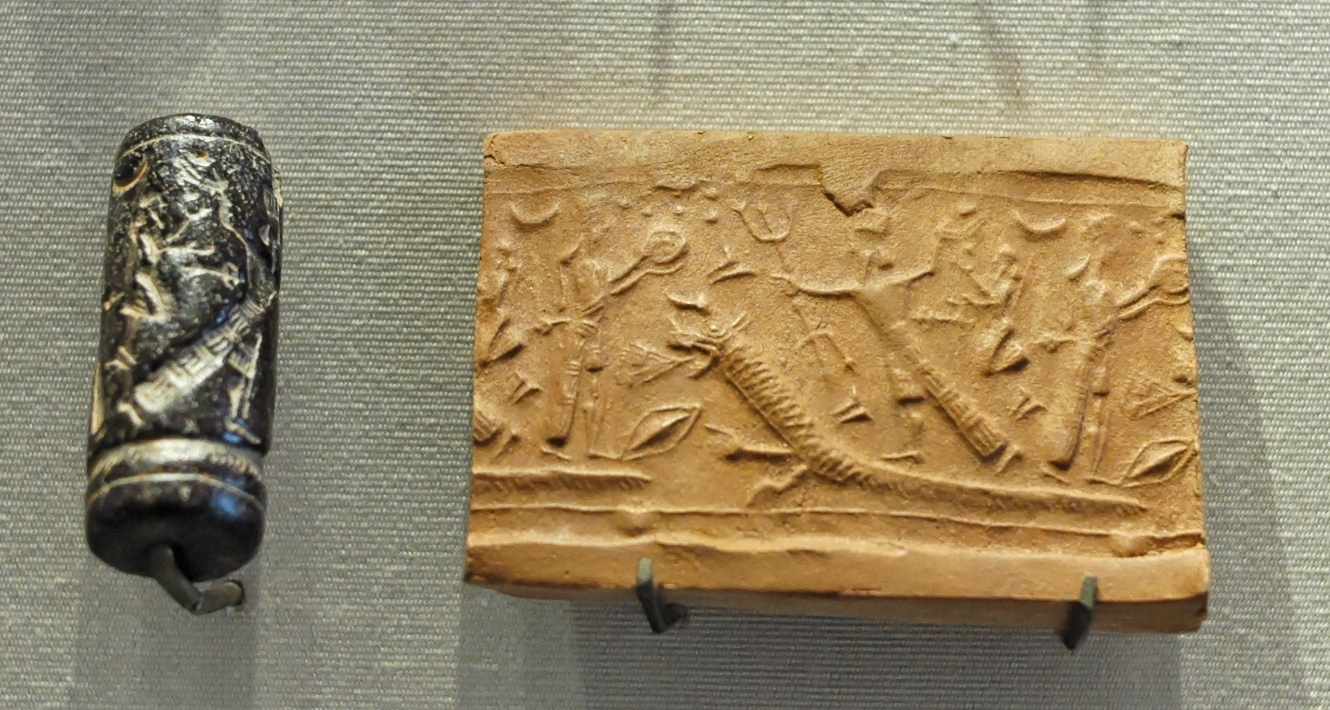
Segell cilíndric i la seva impressió, representant una escena mitològica: Asshur atacant un monstre és aclamat per una deessa. Segles IX-VIII aC

Assur o Asshur és la divinitat tutelar de la ciutat d'Assur, i d'Assíria.

## Caràcter
A l'origen, Asshur era potser la divinització del turó rocallós sobre el qual està construïda la ciutat d'Assur, anomenat Esharra, i sobre el qual es troba justament el seu temple. El caràcter propi d'Asshur és difícil de definir; era potser en un principi una divinitat de la fertilitat.
Des dels primers temps de la ciutat estat d'Assur, en la primera meitat del II mil·lenni aC, Asshur fou presentat com el verdader rei de la ciutat, el sobirà humà no era més que un príncep (rubm), o, més revelador, el «vicari d'Asshur» (issiak Asshur). A partir de la segona meitat del II mil·lenni els reis assiris prenen el títol de «rei» (sarru), però aquesta relació no canvia, com ho marca el fet que, a cada coronació d'un nou rei, es proclama «Asshur és rei!» per assenyalar que el déu és el verdader amo del regne. Existeix doncs una relació particular entre el déu i Assíria. El rei no és més que l'executor de les voluntats d'Asshur, i efectua les conquestes per a la glòria d'aquest déu, sovint sota les seves injuncions, i és clar sota la seva protecció. Asshur fou doncs una mena de «divinitat imperialista» a mesura que Assíria va afirmar les seves ambicions al domini universal.
Asshur ha estat identificat amb les principals divinitats del panteó mesopotàmic, en primer lloc Enlil, rei dels déus. També va ser identificat amb Anshar (per similitud fonètica), divinitat primordial de la tradició mesopotàmica. Pren llavors trets de Marduk, déu de Babilim, quan aquest es fa preponderant al final del II mil·lenni. Al segle vii aC una versió de l'Enuma Elish fou escrita a Asshur, substituint a Marduk per Asshur, i es va transposar la festa de l'Any Nou babiloni a Asshur. Un altre text, "l'Ordalia de Marduk", explica com Marduk fou jutjat per un tribunal dels déus presidit per Asshur.
Hi ha hagut doncs un corrent intentant afirmar la supremacia d'Asshur sobre Marduk al mateix temps que Assíria imposava el seu domini a Babilònia. Al zenit de l'imperi assiri, als segles VIII i VII aC, Asshur era una divinitat superior a les altres, i sembla fins i tot que de vegades les altres divinitats tendien a ser considerades com a parts d'Asshur. Per un joc d'escriptura corrent a Mesopotàmia, s'ha repenjat aquest aspecte jugant amb el nom Anshar, que està marcat per signes cuneïformes tenint alhora un valor fonètic i un valor ideogràfic: AN (= Dingir, «el déu») i ŠAR (= 3600 = «la totalitat, l'infinit»), i Asshur fou «el déu de la totalitat».
El culte a Assur va continuar tanmateix estant limitat a Assíria, i no es va escampar mai fora d'aquest país, del qual era massa indissociable. El rei Salmanassar I va fer restaurar el seu temple i va afegir pedres precioses, or i plata. El seu culte perdura després de la caiguda d'aquest regne el 612, amb la ciutat d'Assur venerant sempre un déu anomenat Assor segons les fonts gregues de l'època hel·lenística. Desapareix llavors amb la ciutat quan aquesta fou abandonada.

## Iconografia
La primera teoria que afirmava que aquest déu va tenir un culte sense imatge ha estat abandonada, ja que s'han trobat diversos textos que parlen de la seva imatge, tot i que en les excavacions del seu temple que es van fer l'any 1903 no es va trobar cap.
En alguns relleus apareix representat com si fos un arquer amb una corona de banyes en forma de sol i amb ales, que era originalment un símbol del déu sol Samas. Aquesta iconografia probablement ha influït en la representació del persa Ahura Mazda.
Però la imatge amb la qual més se l'identifica és la següent: El disc solar està sobre un cap de bou. A la part de dalt hi ha un guerrer amb el cap, l'arc i la punta de la fletxa estan sortint del cercle. Els saig solars són ondulants i n forma de lletra V, en l'espai intermedi hi ha dos bous. També hi ha el cap d'un lleó i el d'un home, tots dos amb la boca oberta, els quals simbolitzen tempestes, el poder destructiu del sol, o les fonts de les quals naixen els rius Tigris i Eufrates. A aquesta imatge se la considera més com una mostra el poder guerrer d'Assíria que un símbol d'espiritualitat.